# Paulos Kountouriōtīs
Paulos Kountouriōtīs, in greco Παύλος Κουντουριώτης? (Idra, 9 aprile 1855 – Atene, 22 agosto 1935), è stato un ammiraglio e politico greco.
Eroe delle Guerre balcaniche, fu primo e terzo presidente della Seconda Repubblica ellenica.

## Biografia

### Giovinezza
Paulos Kountouriōtīs nacque il 9 aprile 1855, sull'Isola di Idra, figlio di Theodoros Kountouriotis, console e membro del Parlamento ellenico, e della moglie Loukia Negreponte; discendeva per via paterna ai Kountourioti, famiglia di marinai che proveniva da Idra, ma che era originaria del villaggio di Kountoura, nella Megaride. Era nipote di Georgios Kountouriotis, primo ministro del governo provvisorio greco e capo del governo del Regno di Grecia (marzo - ottobre 1848), quando a regnare era Ottone di Baviera. Da parte di madre, proveniva invece dalla famiglia Negrepontis, quindi era pronipote di Costantino Hatzeris, sovrano della Valacchia. Era il secondo di nove figli. Seguendo la tradizione navale della famiglia, nel 1874, all'età di 19 anni, si arruolò nella Marina reale greca; nel 1886, prese parte alle operazioni navali di Prevesa, durante le quali si distinse nel bombardamento di una fortezza. Partecipò alla Guerra greco-turca nel 1897, in particolare nelle operazioni militari a Creta a sostegno della rivolta cretese contro la sovranità ottomana. Kountouriotis fu Capitano del piroscafo "Alfios".
Kountouriotis fece poi il suo primo viaggio all'estero, negli Stati Uniti: Nel 1900, Kountouriotis, in qualità di comandante dell'incrociatore Navarchos Miaoulis, attraversò l'Oceano Atlantico e portò per la prima volta la bandiera della Marina ellenica nelle Americhe. I suoi ordini erano di presentare la bandiera della marina ai 60.000 greci residenti negli Stati Uniti, ma anche di avviare la prima missione esplorativa della Grecia indipendente. William McKinley, il presidente degli Stati Uniti, invitò Kountouriotis alla Casa Bianca. Nel 1908 divenne l'aiutante di campo del re Giorgio I di Grecia e fu promosso Capitano l'anno successivo. Paulos, parlava frequentemente la lingua arvanitica (ramo della lingua albanese, appartenente al gruppo del dialetto tosco del sud d'Albania e dell'Epiro, tradizionalmente parlato dagli Arvaniti, storica popolazione albanese della Grecia) anche quando si recava ad Idra, dove preferiva usare solo l'Arvanitika, come scriverà poi il suo segretario personale.
Si sposò due volte: la prima volta nel 1889 a Londra con Angeliki Petrokoukini (1865-1903), morta per cause naturali, da cui ebbe tre figli, due femmine ed un maschio. Suo figlio, Theodoros Kountouriotis, arruolatosi nella Marina Greca, fu Capitano della corazzata "G. Averoff". Anche suo nipote Pavlos, figlio di Theodoros, fece carriera nella marina e assunse il ruolo di primo comandante dell'Averoff nel 1984, in seguito alla decisione di riqualificare la nave. La seconda volta Kountouriōtīs si sposò con Eleni Kouppa (1876-1957)  ad Atene nel 1918.

### Guerre
Nel giugno 1911 divenne comandante della corazzata "G. Averof", di recente costruzione. Nel 1912 la Grecia, assieme alla Lega balcanica, decise di dichiarare guerra all'Impero ottomano che deteneva ancora la sovranità su alcuni territori balcanici; Kountouriotis ebbe un ruolo cruciale nella decisione dell'entrata in guerra: la flotta greca non aveva ancora completato la propria modernizzazione, e in vista del disastro del 1897, l'establishment greco rimase ambivalente sulle prospettive della Grecia. Kountouriotis intervenne con decisione in tali discussioni, esprimendo la sua fiducia nel fatto che, anche con la flotta esistente, la vittoria potesse essere raggiunta. Questa fu la risposta che il marinaio diede al primo ministro Eleutherios Venizelos divenne famosa:

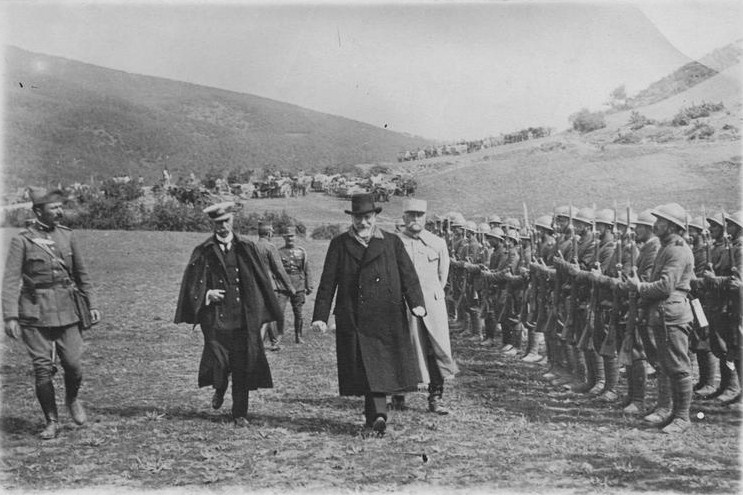
Kountouriōtīs, Venizelos e Sarrail ispezionano le truppe sul fronte macedone durante la Prima guerra mondiale, 1918.

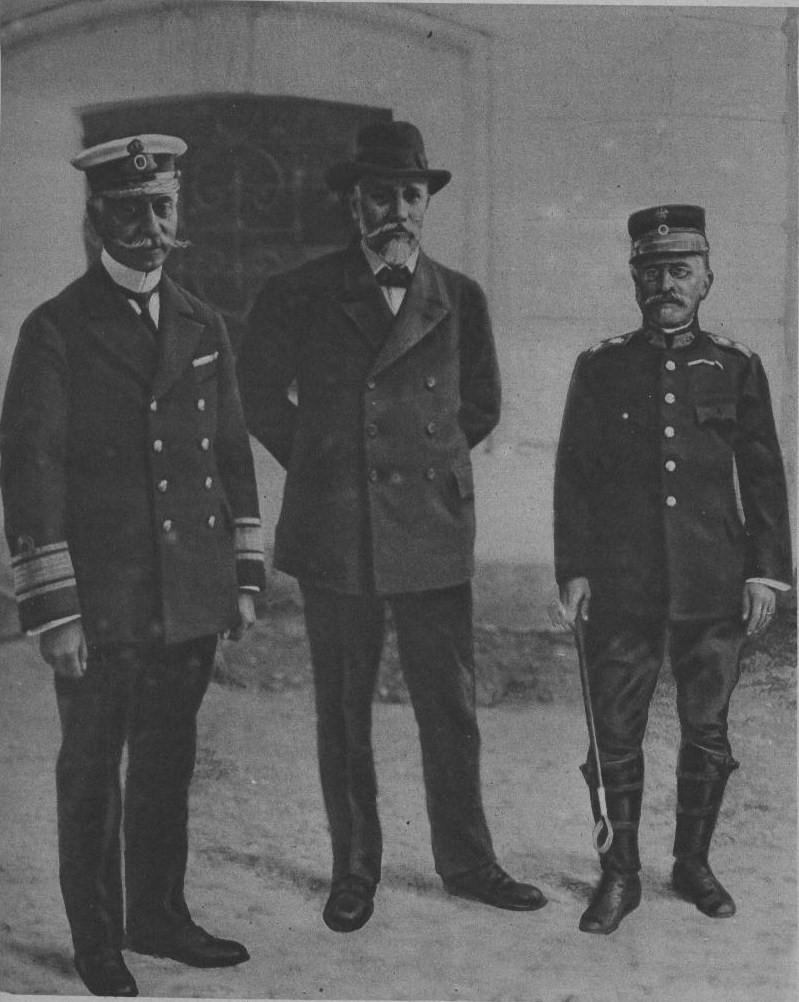
La Triandria del Governo Rivoluzionario.

Con lo scoppio delle Guerre Balcaniche (la prima combattuta contro la Turchia mentre la seconda contro la Bulgaria), venne Paulos promosso Contrammiraglio, divenendo poi comandante della flotta dell'Egeo ed intraprendendo così diverse azioni militari. Occupò le isole di Limno, Taso, Imbro, Tenedo, Psara, Agiostrati e Samotracia, riuscendo a liberare quasi tutte le isole dell'Egeo, comprese Chio e Lesbo. Venne promosso poi al comando della flotta greca e della corazzata "Averof", su cui partecipò alle battaglie navali di l'Elli, il 3 dicembre 1912, e di Limno, 5 gennaio 1913, durante le quali sconfisse la flotta ottomana ed ottenne il pieno controllo dell'Egeo. Al termine del conflitto, Kountouriōtīs fu promosso Viceammiraglio per il suo eccellente servizio, divenendo il primo greco, dopo Konstantinos Kanaris ed alcuni membri della casa reale, a ricevere tale grado. Il 25 ottobre 1915, si ritirò ed assunse la direzione del Ministero della Marina. In disaccordo con la politica di neutralità adottata dalla Grecia, in particolare dal re Costantino I, durante la Prima guerra mondiale e dei sentimento filo-tedeschi del sovrano greco, nel settembre del 1916 si unì al Governo Provvisorio di Difesa Nazionale, un'amministrazione parallela, istituita nella città di Salonicco, dove Kountouriōtīs si trasferì, dall'ex primo ministro Venizelos e dai suoi sostenitori in opposizione ed in rivalità con il governo monarchico ufficiale, residente ad Atene. Kountouriōtīs, Venizelos e Panagiōtīs Dagklīs componevano la Triandria del Governo Rivoluzionario. Nel giugno del 1917, dopo che Costantino I fu costretto ad abdicare ed a lasciare il paese, la Grecia fu riunificata e Koundouriotis tornò nella capitale greca, dove assunse nuovamente la direzione del Ministero della Marina, lavorando attivamente per la ricostituzione della flotta greca.

### Presidente della Repubblica

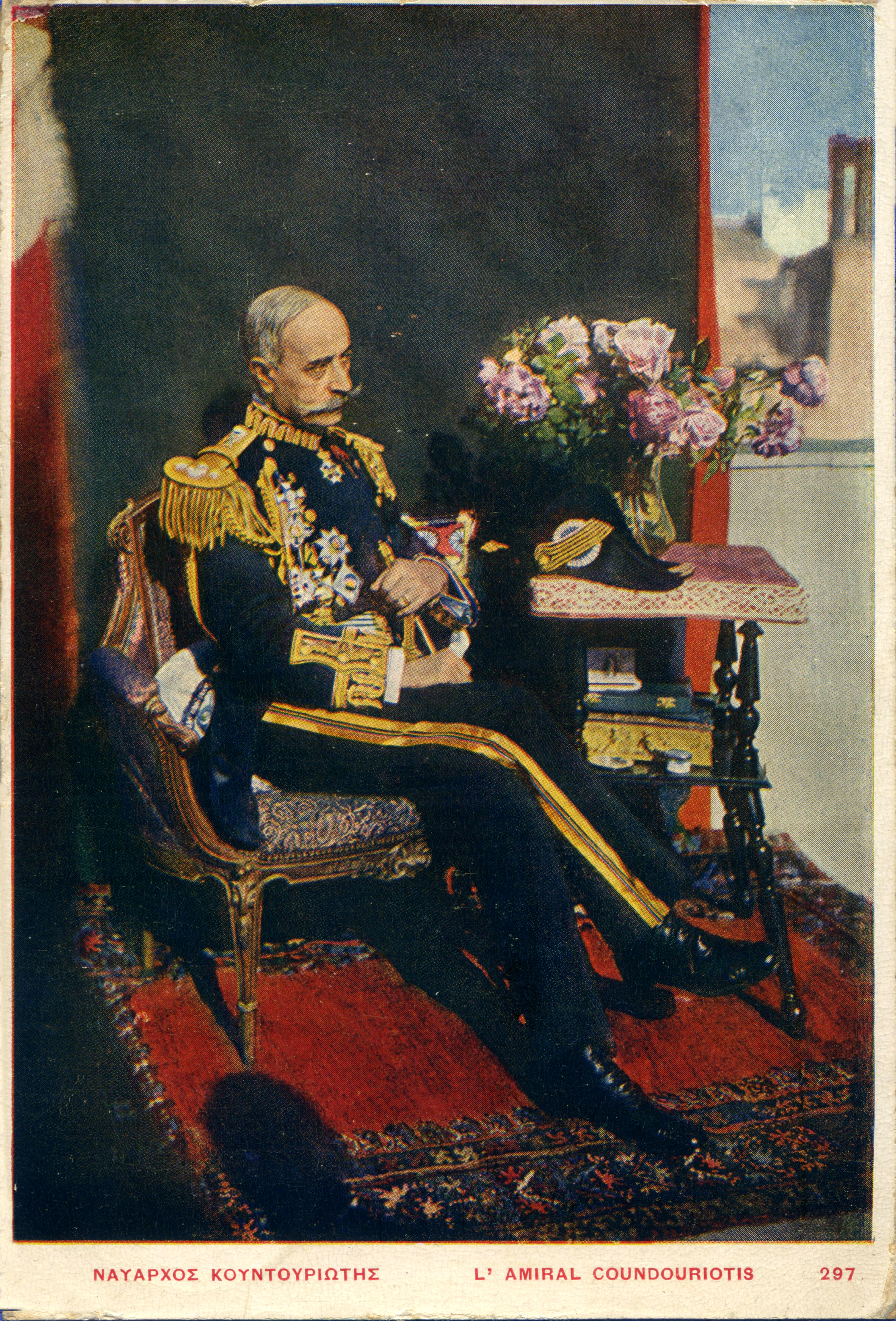
L'Ammiraglio Paulos Kountouriōtīs.

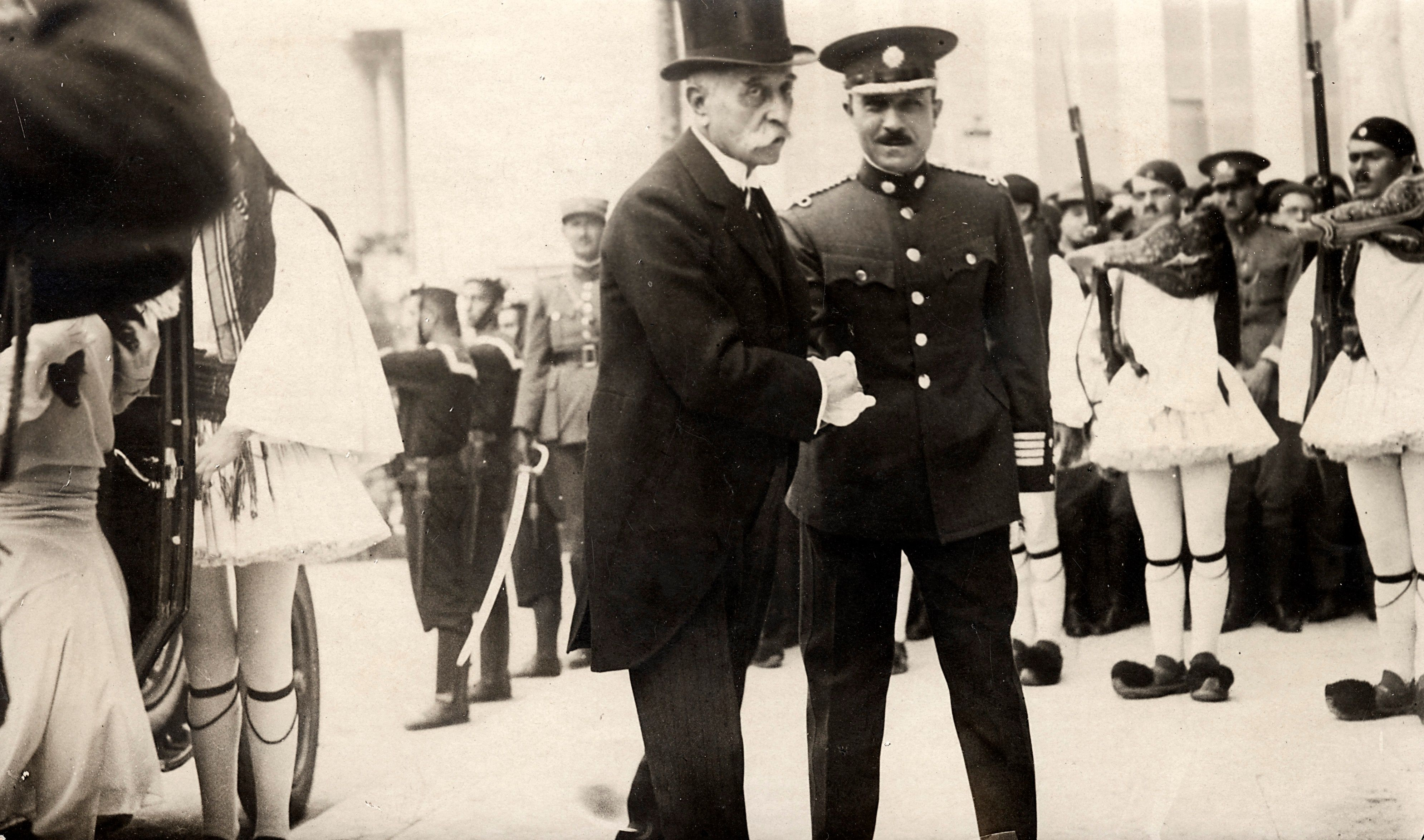
Kountouriōtīs, presidente della repubblica, poco prima di un attentato.

Alla fine del 1919 si dimise dalla carica ministeriale e si ritirò, ricevendo il grado di Ammiraglio onorario. Dopo l'improvvisa morte del sovrano Alessandro di Grecia, succeduto al padre Costantino dopo l'abdicazione, il 12 ottobre 1920, Paulos fu chiamato ad assumere le funzioni di Reggente fino al novembre 1920, su elezione parlamentare con un voto di 137 a 3, e ad indire le elezioni, già indette da Venizelos. Dopo la sconfitta del governo in carica di Venizelos alle elezioni del novembre 1920, Kountouriotis si dimise da reggente il 17 novembre, venendo sostituito dalla regina Olga, nonna di re Alessandro e vedova di re Giorgio I. Il mese successivo, re Costantino I fu restaurato sul trono. Dopo la devastante sconfitta che la Turchia impartì alla Grecia nel 1922, ponendo fine alla Guerra greco-turca (1919 - 1922), scoppiò un grande risentimento negativo nei confronti della Casa reale (molti vedevano alcuni principi reali, come Andrea di Grecia padre di Filippo di Edimburgo, responsabili della sconfitta militare contro le truppe turche). La forte crisi creatasi sfociò in una rivoluzione, scoppiata nel settembre 1922 e guidata dai venizelisti Nikolaos Plastiras e Stylianos Gonatas, che portò all'abdicazione di re Costantino I di Grecia, il quale venne succeduto dal figlio maggiore Giorgio II, re degli Elleni. 

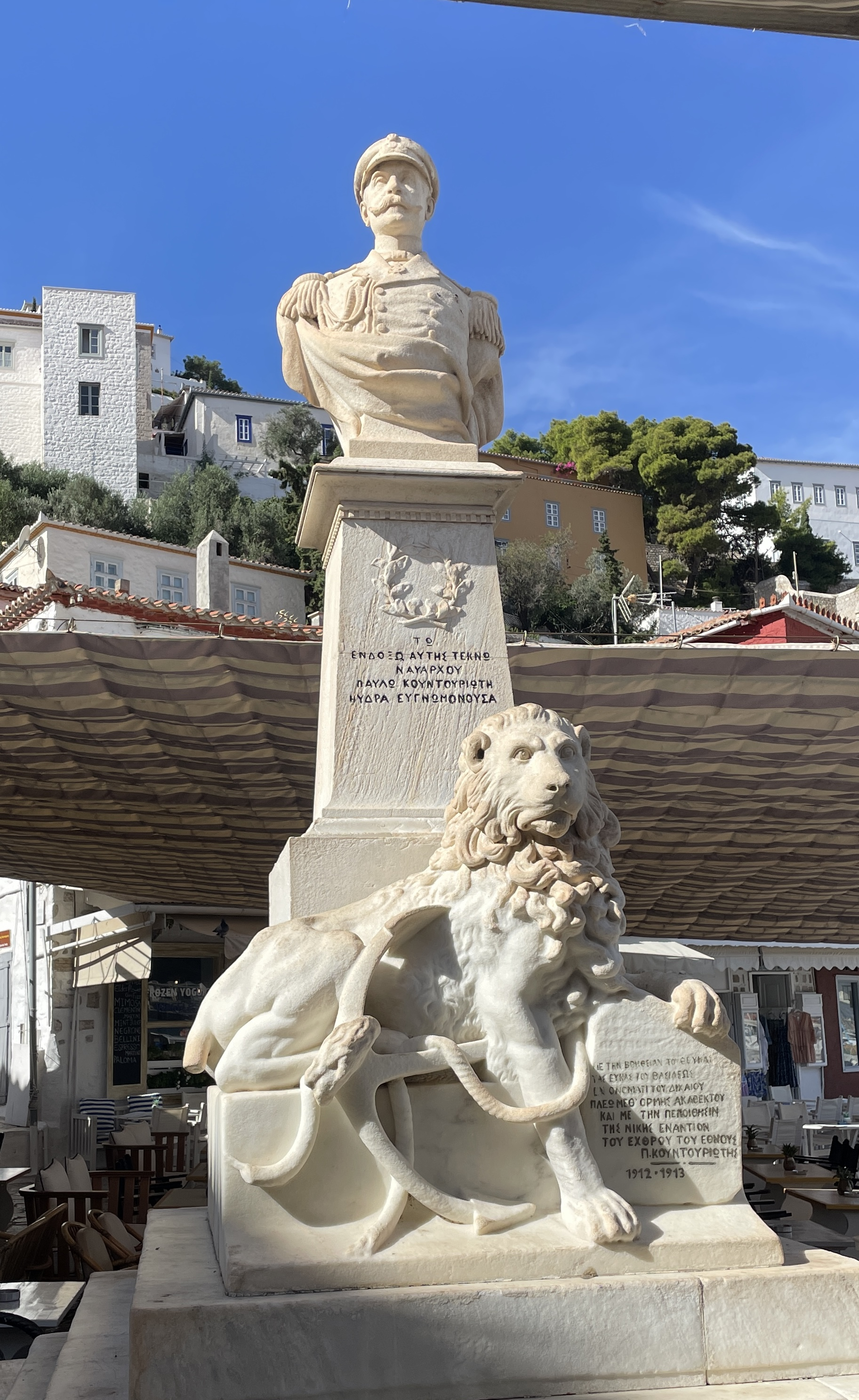
Monumento di Kountouriotis ad Idra.

Giorgio II però fu invitato dal Primo ministro e dal Parlamento stesso a lasciare il paese affinché le Camere potessero decidere quale forma di governo adottare. Nel 1924, i greci votarono così per creare una repubblica, abolendo la monarchia. Nacque così la Seconda repubblica ellenica; il Parlamento ellenico designò Kountouriotis come capo di stato temporaneo (ad interim), ma successivamente essendo una persona di grande prestigio e ampiamente accettata, fu sostanzialmente confermato come Presidente della Repubblica Ellenica. Nel giugno del 1925, il generale Theodoros Pagkalos rovesciò il governo di Michalakopoulou e nel gennaio del 1926 anche il Parlamento ellenico, instaurando una dittatura. Kountouriotis, per protesta, si dimise dall'incarico e partì per Idra, sua isola natale. Nel maggio del 1929 il Parlamento ed il Senato greco lo elessero nuovamente come capo di stato ellenico, carica dalla quale però si dimise definitivamente per motivi di salute nel dicembre dello stesso anno.

### Morte
Paulos Kountouriōtīs morì il 22 agosto 1935 a Palaio Faliro, sobborgo di Atene; nel suo testamento, nel suo patto aveva cercato di evitare qualsiasi processione inutile durante la cerimonia religiosa e la successiva sepoltura, che aveva desiderato fosse celebrata presso la tomba di famiglia a Idra. Chiese che la cerimonia si tenesse nella piccola chiesa di famiglia e che fosse officiata da un unico modesto sacerdote. È degno di nota che la sua bara fosse custodita da quattro sottufficiali guidati da un ufficiale. Sottolineando il suo amore per la famiglia e preservando la tradizione ancestrale, il suo pensiero si rivolse all'intera Patria, alla quale dedica le sue ultime parole: "Tutto il mio affetto appartiene a Idra, tutta la mia anima desidera che Dio protegga la Grecia". Una delle due monete d'oro da 100 euro emesse dalla Grecia nel 2012 per commemorare il centenario delle guerre balcaniche, raffigurava Kountouriotis e Georgios Averof.